# みちばたコンサート
みちばたコンサートは、トゥインクル・コーポレーションに所属する日本のお笑いコンビ。かつてはオスカープロモーション、ライジング・アップに所属していた。

## 概要
2016年6月、互いにピン芸人として活動していたところ事務所のネタ見せで出会い、作家の提言で半ば強制的に結成しデビュー。
コンビ名は「いくら考えても大体ダサくなるから」というこむそう.comの判断により、適当に決めたもの。
らむがフォーマルな服装に蝶ネクタイ、こむそう.comが虚無僧の姿（天蓋と着物）でネタを行う。らむがチェロ、こむそう.comが尺八を使ったネタを披露する。

## メンバー
- らむ（1986年11月28日（38歳） - ）
チェロ担当。
身長178cm、体重60kg、血液型O型。
千葉県千葉市出身。千葉大学工学部デザイン工学科建築系卒業[1]。
趣味は料理、ビリヤード。特技はチェロ演奏、ふぐ料理のフルコースを作る、キウイフルーツを1秒で皮を残し食べる。
小型船舶操縦免許証、ふぐ調理免許を持っている[4][1]。
千葉大学在学中に学生オーケストラや社会人オーケストラに入ってチェロを弾いていたが、金が続かなくなったので辞め、ちょうどそのころ、落研にいる先輩から勧誘されてお笑いを始めた[5]。大学時代にコンビ「おもしろ半島」として「カイブツ」に出演した。
ワタナベコメディスクール8期生。M-1グランプリ2009に慶とのコンビ「チャラチャラチャラム」で出場し、3回戦まで進出[6][7]。
2010年～2011年10月[8]までレフト鈴木とのコンビ『西千葉コメディスター[9]』で活動。

- こむそう.com（こむそうどっとこむ、1989年8月3日（35歳） - ）
尺八担当。
身長174cm、体重50kg、血液型B型。
鹿児島県薩摩川内市出身。茨城大学中退[1]。
趣味は手ぬぐい集め、刊行スタンプ集め、公園の遊具を見る[1]。特技は口笛、バンド。
小学生時代はソフトボール部（全国ベスト16）、中学生時代はサッカー部に所属。高校時代は尺八部に所属。
坊主バンド[10]というバンドグループのメンバーである。
ワタナベコメディスクール12期生。以前は「MIKANS」というコンビで活動。